# Eva Margot
Pour les articles homonymes, voir Margot.
Eva Margot, née le 10 janvier 1944 et morte le 7 septembre 2019, est une peintre norvégienne, active depuis les années 70 jusqu'à sa mort en 2019. Son œuvre s'inspire de la nature et des légendes norvégiennes et utilise des styles divers : figuratif, réalisme, symbolisme, abstrait.

## Biographie

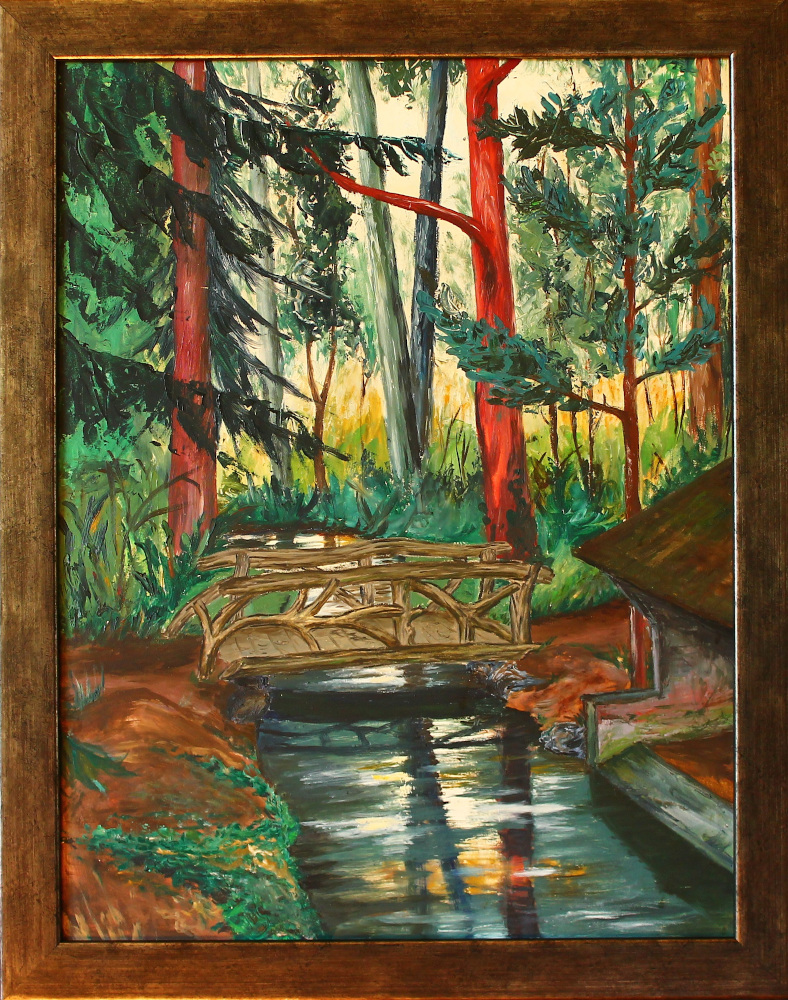
1. 1 - Le Grand Fossard - huile sur toile - 65X50cm -1968 – Collection E. Roux.

Eva Margot Roux (née Johansen) est née le 10 janvier 1944 et grandit dans une famille d’ouvriers à Mosby (en), petite bourgade située à dix kilomètres au nord de Kristiansand en Norvège. Elle montre des dons de dessinatrice et de conteuse. Quelques années plus tard, elle suit un cours de dessin par correspondance (NKS, cours norvégien par correspondance), et des cours de peinture chez le peintre Arne Solheim (no) à Kristiansand. 
Elle part à Paris en janvier 1966 où elle restera jusqu'en 1971. Des œuvres comme Le Grand Fossard et Une église en témoignent. 
Elle revient à Mosby en 1971, se consacre à sa peinture, et inaugure sa carrière active à partir de 1977, en exposant régulièrement à Kristiansand. Eva rejoint le milieu de jeunes artistes « non-établis » avec lesquels elle monte un groupe qui se nomme « Fem ». Elle participe à plusieurs expositions de 1982 à 1985.  Eva Margot multiplie les expositions individuelles ou collectives et produit des centaines d’œuvres, jusqu’à sa mort, le 7 septembre 2019.
Eva Margot a fréquenté plusieurs artistes Norvégiens tels Wiggo Aadnevik (no) qui l'a soutenu dans son projet artistique. Celui-ci fit un portrait d'elle en 1967. Entre 1982 et 1985, elle a collaboré avec les artistes Sissel Stangenes et Alf Solbakken. Elle eût des rapports amicaux avec des artistes comme Ingrid Lønn ou encore Else Marie Jakobsen (en). Eva Margot a été notamment influencée par le peintre Henri Rousseau, ainsi qu'elle le déclare dans l'interview du 22 mars 1979 dans le journal de Kristiansand Fedrelandsvennen (titre : La fleur bleue du romantisme fleurit à Mosby,.)

## Expositions et évènements
- 1962 - cours de peintures d'Arne Solheim, Kristiansand.
- 1977-1982 Annuelle des amateurs, Kristiansand.
- 1979 Torheim, Mosby. Exposition séparée - voir l'article de Gunvald Opstad dans le journal Fedrelandsvennen : La fleur bleue du romantisme fleurit à Mosby[2],[3].
- 1982 Exposition de novembre, Free Education Room, Kristiansand. Groupe.
- 1983 - avril. Galerie Skansen, Risør. Exposition séparée. - voir l'article dans le journal « Aust Agder Blad » titré : Exposition colorée, celui de Lodin Aasbo dans le journal « Agderposten » titré Exposition, et un troisième signé N.B. dans le numéro 4 de Rampelys titré Passionnante exposition à la galerie Skansen, « passionnante et riche en couleurs »[4],[5],[6],[7].
- 1983 - Novembre. Voie Grendehus avec le groupe « Fem », Kristiansand. - voir l'article dans le journal « Sorlandet » du 7 novembre 1983 : « les non-amateurs exposent à Voie grendehus »[8],[9].
- 1984 - Interview dans TM – nytt (bulletin norvégien de la Méditation Transcendantale) nr.2 de 1984, par Rolf Pihlstrom. Titre de l’article : La Méditation Transcendantale enrichit l’art ! (« TM beriker kunsten ! »)[10],[11].
- 1985 - Avril. Bibliothèque de Kristiansand avec le groupe « Fem », Kristiansand.
- 1986 - novembre. Exposition juriée de Sorlandet (collective), Kristiansand.
- 1987 - Février. Le Perron, Kristiansand. Exposition séparée - Un article non signé dans « Fedrelandsvennen » le 3 février 87, et un autre article dans « Sorlandet » signé Trygve Diesen. Titre de l’article : L’Homme au centre du Perron, (« Mennesket i Perrongens sentrum ») [12].
- 1987 - Août. Galerie Sting, Stavanger. Exposition séparée. Un article dans « Stavanger Aftenblad » le 15 août 1987, signé Trond Borgen. Titre de l’article : Visages forts et douloureuse langueur, (« Sterke ansikter og sår lengsel »)[13].
- 1989 - Avril / Mai. Galerie Sting, Stavanger. Exposition séparée. Un article dans « Stavanger Aftenblad », avril 89, signé Oyvind Thuestad, titré : Eva Margot à Sting (« Eva Margot på Sting »)[14].
- 1992 - Galerie Sting, Stavanger. Exposition séparée.
- 1993 - cours avec Curt Källman, « Art védique ».
- 1997 - Avril. La Semaine de l'Ail, Gallery Sting, Stavanger. Exposition collective.
- 1998 - Galerie Sting, Stavanger. Exposition séparée.
- 2008 - Août / septembre. Art Café, Øyslebø. Exposition séparée. Un article dans « Lindesnes Avis » du 1 août 2008 par Dag Lauvland. Titre de l’article : La Force de la couleur, (« Fargekraft på utstilling »)[15].
- 2009 - Septembre. Bakgarden Bar, Kristiansand. Exposition séparée.
- 2014 - Avril. Nabostua, Øvrebø (près de Kristiansand). Exposition séparée.
- 2015 - Mai. Tilstede Mat og Mer (restaurant), Kristiansand. Exposition séparée.
- 2016 - Juin. Le portail, (« Portalen »), Kristiansand. Exposition séparée.
- 2017 - Mars. Songtun, Nodeland (Kristiansand). Exposition séparée.
- 2017 - Juillet / août. Lundkråga Pub Gallery, Kristiansand. Exposition séparée.